# Sertefarkúak
A sertefarkúak, vagy pikkelykék (Zygentoma, korábban Thysanura, illetve Lepismatidea) rendje a rovarok osztályán belül az elsődlegesen szárnyatlan rovarok alosztályába tartozik. Képviselői primitív rovarfajok. A rendet 4 családra oszthatjuk; ezekbe összesen mintegy 370 fajt sorolnak.

## Származásuk, elterjedésük
Fajaik világszerte elterjedtek.

## Megjelenésük, felépítésük
Jól tagolt, kicsiny, megnyúlt, lapos testüket többnyire pikkelyek, ritkábban szőrök fedik. Szájszervük egyszerű, összetett szemük apró, távol ülő. A fajok többségének nincsenek pontszemei.
Fejük széles.
Potrohuk végén három, egyenlő hosszú fartoldalékot (cercus) viselnek és potrohszelvényeik alsó oldalán az ugró ősrovarokéhoz hasonló farcsuta (stylus) van, de egyikkel sem tudnak ugrani. A középső fartoldalékot végfonalnak nevezzük. Csípőhólyagjaik nincsenek.

## Életmódjuk, élőhelyük
Elsősorban fatörzseken, kövek alatt, üregekben, repedésekben,  élnek. Egyes fajaik — például az ezüstös pikkelyke (Lepisma saccharina) — lakásokban, madárfészkekben, hangyabolyokban, termeszvárakban telepszenek meg.
Táplálkozásuk változatos: elsősorban szerves törmeléket esznek, de egyes fajok a gabonaféléket, tésztát, papírt, szárított húst is elfogyasztják. Saját maguk által termelt enzimekkel meg tudják emészteni a tiszta cellulózt. Bőrükön fel tudják szívni a levegő páratartalmát, így teljes szárazságban is életben maradhatnak.

## Szaporodásuk
Közvetetten szaporodnak: nem érintkeznek egymással. A hím egy selyemfonalat feszít ki a talajon a nőstény előtt, és spermacseppek formájában erre helyezi ivarsejtjeit. Ezután a nőstény tojócsövével összeszedegeti a spermacseppeket, és azokkal testében termékenyíti meg petéit.
Lárváik közvetlenül, átalakulás nélkül fejlődnek (ametabolia), ivarérettségüket hosszú idő alatt, 10-12 vedlés után érik el. Hosszú ideig, akár több évig is élhetnek.